# Wilhelm Paul Ackermann
Wilhelm Paul Ackermann (* 1914; † 2002) war ein deutscher Heilpraktiker und schwedischer Arzt, der unter anderem die schwedische Königsfamilie behandelte.

## Leben
Ackermann, geboren in Deutschland und während des Zweiten Weltkrieges abkommandiert nach Finnland, begann seine naturmedizinischen Studien in Schweden und wurde später Heilpraktiker in Deutschland. Nach weiteren Studien als Chiropraktiker in den USA und in England arbeitete er als assistierender Schularzt in Stockholm. Später gründete er das Ackermann College of Chiropractic, wo das von ihm auf der Basis amerikanischer Chiropraktik entwickelte Diagnose- und Behandlungssystem unterrichtet wird.
Dieses College unterhält auch in Deutschland vier Ausbildungsstätten.
Er entwickelte die These, dass ein Großteil aller Wirbelsäulenbeschwerden auf statische Probleme durch Instabilität der Verbindung Kreuzbein-Beckenschaufeln (Iliosakralgelenk) beruhen und erst nach Behandlung dieser Verbindung ein dauerhafter Erfolg eintreten kann.